# Sękowo (Nowy Tomyśl)
Pour les articles homonymes, voir Sękowo.
Sękowo (prononciation : [sɛnˈkɔvɔ]) est un village polonais de la gmina de Nowy Tomyśl dans le powiat de Nowy Tomyśl de la voïvodie de Grande-Pologne dans le centre-ouest de la Pologne.
Il se situe à environ 3 kilomètres à l'ouest de Nowy Tomyśl (siège de la gmina et du powiat) et à 58 kilomètres à l'ouest de Poznań (capitale régionale).

## Histoire
De 1793 à 1918, Zinskowo fait partie de l'arrondissement de Kosten jusqu'en 1818 puis de l'arrondissement de Buk jusqu'en 1887 puis de l'arrondissement de Neutomischel dans le district de Posen au sein de la province de Posnanie.
De 1975 à 1998, le village faisait partie du territoire de la voïvodie de Poznań.

Depuis 1999, Sękowo est situé dans la voïvodie de Grande-Pologne.